# Замъкът Отранто
Замъкът Отранто (на английски: The Castle of Otranto) от 1764 г. е роман на Хорас Уолпоул, смятан за първия готически роман, основавайки литературен жанр, който става изключително популярен през втората половина на 18 век и началото на 19 век.
Първоначалната „готическа история“ той написва и публикува в своя миниатюрен неоготически замък Строубъри Хил. Авторът споделя в свое писмо, че замъкът му се явил насън, видял и гигантска ръка в желязна ръкавица. Това било достатъчно, за да разпали въображението му и той написва книгата за 2 месеца.

## История
Първоначално пълното заглавие на романа е „The Castle of Otranto, A Story. Translated by William Marshal, Gent. From the Original Italian of Onuphrio Muralto, Canon of the Church of St. Nicholas at Otranto“. В предговора на своята книга Хорас Уолпоул твърди, че романът е съчинение, намерено в библиотеката на стар католически род от Северна Англия, отпечатано в готически шрифт в Неапол през 1529 година, което той е превел от италиански език. За дата на написването му посочва предполагаемия период около 1095 и 1243 година – между първия и последния кръстоносен поход. В предговора се откриват самопохвали за сдържания стил на мнимия автор, написани от самия Уолпоул, както и оправдания за това как са изградени образите на героите. В същото време се критикува посланието, което романът е предавал по онова време, а именно, че греховете на бащите се изплащат от техните деца до трето и четвърто поколение, а проклятията могат да бъдат избегнати, ако почитаме Св. Никола.
След като вижда успеха на книгата, още следващата година Хорас Уолпоул оптечатва второ издание. В предговора авторът се извинява за липсата на вяра в собствените си сили и обяснява, че новостта на начинанието е била единствената подбуда за заблудата. Той пояснява и че в това произведение е направен опит да се съчетаят два вида романи – старинния и съвременния, защото в „средновековния роман всичко е въображение и небивалица, а съвременният си поставя винаги за цел вярно да възпроизведе природата на нещата“. Стремежът на Уолпоул е да изобрази простосмъртните участници според законите на драмата и да ги представи правдоподобно, „с други думи, да ги накара да мислят, говорят и действат като обикновени мъже и жени, попаднали в необикновени обстоятелства“. Перипетиите на повествованието се разстилат като разклонения на средновековен лабиринт, а коварните убийства, преследванията из подземията, свръхестествените явления въздействат страховито, рушат стереотипите на възприемане, възпитавани през 18 век.

## Сюжет
Замъкът Отранто разказва типична готическа история с усложнени сюжетни линии, наситена с мистификации и разнородни конфликти между героите. Отрантският принц Манфред – властен мъж с тираничен поглед, девицата – неговата изумително красива осемнадесетгодишна дъщеря Матилда, три години по-младият ѝ брат Конрад – болнав юноша, и Иполита – съпругата, неспособна да дари принца с друг наследник – всички те са централни персонажи в романа, чиито образи са характерни за готическия стил на писане. Старинно пророчество гласи, че „замъкът и прилежащите на Отранто земи ще бъдат изгубени от настоящата династия, щом истинският владетел стане прекалено голям, за да ги обитава“.
Разтревожен, че няма как да продължи рода, Манфред сключва договор за брак между сина му и Изабела – дъщерята на маркиз Да Виченца. В деня на сватбата огромен шлем с черни пера премазва жениха до смърт. Това необяснимо събитие е особено зловещо в светлината на древното пророчество. Млад селянин от съседното село, привлечен от слуховете за случилото се отива в замъка и забеляза, че чудният шлем си прилича като две капки вода с шлема на черната мраморна статуя на Алфонсо Добрия, един от предишните принцове, в църквата Свети Никола. Той е набеден за магьосник, виновен за ужасяващата случка и принцът му налага наказание да стои затворен под огромния шлем докато църквата реши какво да прави с него.
Ужасен от смъртта на Конрад, принцът решава сам да се ожени за Изабела и да забрави сегашните си съпруга и дъщеря. Девойката успява да избяга от него с помощта на тайнствения младеж и се укрива в близката църква. Неволно подхранил съмненията на принца, че младежът и Изабела имат връзка, отецът Джером подтиква господарят на замъка към решението да отнеме живота на юношата. Преди това да се случи, отецът вижда белег на рамото на момчето във формата на кървавочервена стрела. Порочният монах разпознава, че това е собственият му незаконен син Теодор.
Към края на романа Теодор е освободен и открива избягалата Изабела. Преди да я отведе на сигурно място, един рицар препречва пътя им. След двубоя раненият рицарят разкрива лицето си и става ясно, че това е бащата на Изабела – маркиз Да Виченца. Чрез подхода на разказ в разказа се разкрива, че освободен от плен след като Манфред узурпирал замъка Отранто, Да Виченца е най-близкият кръвен роднина на последния законен владетел – Алфонсо Добрия, чиято прилика с Теодор е поразителна. Той разказва, че чрез разкриването на поверена тайна е намерили меч, голям колкото шлемът, отнел живота на Конрад. На него било написано проклятието, което тегне над рода на принца.
За да предотврати сбъдването на проклятието Манфред предлага на маркиза ръката на дъщеря си Матилда и в замяна иска да вземе неговата дъщеря Изабела за своя съпруга. Смятайки, че бракът на принца и Изабела едва ли ще даде потомство и заслепен от желанието да си върне престола, слабохарактерният маркиз се съгласява с предложението за двойна сватба. Постепенно обаче принцът започва да подозира, че Теодор е влюбен в Изабела и това ще осуети плановете му. Една нощ той заварва двамата влюбени Теодор и дъщеря си Матилда докато споделят страховете си, че няма да им позволил да се венчаят. Заслепен от ревността си, Манфред пробожда девойката в сърцето. Когато тя пада, той вижда, че е убил собствената си дъщеря.
Краят на романа е белязан от зловещата поява на духът на Алфонсо. Тогава принц Манфред се решава да разкрие тайна. Преди много години дядо му Рикардо служел като шамбелан при Алфонсо. Той толкова много искал да стане принц на замъка Отранто, че решил да отрови Алфонсо и да подправи предсмъртното му завещание. Момичето, с което покойният бил дарен, било дадено на отец Джером за съпруга. Момчето, което им се родило след време, било отвлечено. Всички в замъка разбират, че това момче е Теодор – единственият истински наследник на трона на Алфонсо. Така Манфред и Иполита решават писмено да се откажат от княжеската титла и да се оттеглят в съседните манастири.
Романът е изграден с помощта на основните за жанра похвати на свръхестественото, страшното и фантастичното. Отношения между героите, драматичните любовни връзки, семейното проклятие и родовата тайна са умело заплетени от мистифицирания автор. Зловещите привидения, перипетиите, през които минават героите, преследванията и са свързани в отрупана история чрез интриги и порочност на фона на ревност, гордост и добродетел, родителска власт.

## Замъкът Отрантои шекспировите творби
Самият Уолпоул пише в предговора на второто издание на Замъкът Отранто, че се възхищава на гениалността на Шекспир, на неговата креативност. На места в книгата авторът умишлено се стреми да наподоби неговия стил. Например срещата на Хамлет с духа на баща му е похват, използван от Уолпоул, който цели да засили чувството на ужас. Също така Уолпоул набляга на представата на тогавашното католическото общество за духовете като пазители на истината, което откриваме в същата шекспирова трагедия. А заедно с това по този начин се поддържа и интересът на читателя. Въвеждането на католическия елемент и в двете произведения подсилва чувството за мистериозност около протестантското общество. Заплетените роднински връзки също имат своите паралели с трагедиите на Шекспир поради инцестния си характер. Такива можем да открием в Ричард II и Макбет. Те са в основата и на Замъкът Отранто.
Друга препратка към шекспировите произведения е ролята на слугите. Също като Шекспир, Уолпоул се стреми да смеси трагичното с комично. Имнно това той постига чрез образа на Биянка – прислужницата на дъщерята на отрантския принц. Него можем да съотнесем и към комедийната пиеса Сън в лятна нощ.

## Рецепция
Първото издание на книгата било прието много добре от критиците заради убедителното представяне на текста като превод от самия автор. Те вярвали, че това е истински текст от средновековната литература и хвалели делото на преводача. Когато Уолпоул разкрива авторството си и представя романа като съвременна фикция във второто му издание, повечето литературни критици са разочаровани.
Замъкът Отранто е бил предшественик на цяла редица от разкази, в които свръхестественото и ирационалното играят значима роля, както и на исторически романи, които се занимават с темата за Средновековието.
В изданието на романа от 1924 г. експертът по готически разкази Монтегю Съмърс прави препратка на образа на главния персонаж Манфред към краля на Сицилия Манфред от рода Хоенщауфен, който е бил действителен владетел на замъка Отранто.

## Филмови адаптации
През 1979 г. се появява филмовата адаптация на Замъкът Отранто от чешкия режисьор и сценарист Ян Шванкмайер под формата на късометражен сюрреалистичен филм. Адаптацията представлява псевдодокументален разказ с рамкова конструкция, смесен със съкратена версия на романа, като е използван анимационният похват на самостоятелен кадър, в който образите се поставят на фон от изрязана хартия или фотографии. По този начин е внушен готическия стил.